# Кромы (Ивановская область)
Кро́мы — село Верхнеландеховского района Ивановской области. Административный центр Кромского сельского поселения. 

## География
Расположено на востоке области, в 6,1 км (11,5 км по автодорогам) к северу от райцентра Верхний Ландех.

## История
По писцовым книгам Суздальского уезда 1628 года село Кромы значилось за князем Андреем Андреевичем Хованским, в селе имелась деревянная церковь священномученика Василия, пресвитера Анкирского. Из сохранившегося в церкви указа Геннадия, епископа Суздальского, от 1764 года видно, что кроме тёплой церкви во имя Василия Анкирского была ещё церковь во имя Покрова Пресвятой Богородицы. В 1789 году Васильевская церковь сгорела и на её месте вновь была построена деревянная церковь во имя того же святого. В 1837 году эта церковь по просьбе прихожан перенесена была на вновь устроенное кладбище. В 1821-34 годах вместо обветшавшей уже Покровской церкви построен был каменный храм. В 1839-41 построена каменная колокольня. Престолов в храме было три: в холодном в память Сошествия святого Духа на апостолов, в трапезе тёплой во имя Святого Николая Чудотворца и Покрова Пресвятой Богородицы (освящены в 1824 году). В селе Кромы с 1864 года существовала земская народная школа, учащихся в 1897 году было 85, с 1896 года открыта школа грамоты.
В XIX — первой четверти XX века село являлось центром Кромской волости Гороховецкого уезда Владимирской губернии. В 1859 году в селе числилось 26 дворов, в 1905 году — 38 дворов.

## Население
| 1859 | 1905 | 2010 |
| ---- | ---- | ---- |
| 185  | ↘127 | ↗200 |

## Инфраструктура
В селе имеется фельдшерский пункт, сельский клуб, детский сад.

## Экономика
Основное предприятие села — СХК «АГРО-КРОМЫ».

## Русская православная церковь
В селе расположена недействующая Церковь Сошествия Святого Духа